# Збагачувальна фабрика Гера
Збагачувальна фабрика Гера – підприємство гірничодобувної галузі на сході Австралії. 
З 2014 по 2023 рік велась розробка поліметалічного родовища Гера, продукція якого проходила через належну до нього збагачувальну фабрику. Остання використовувала як гравітаційний метод, що забезпечував вилучення 60% золота та 8% срібла (з наступним випуском зливків Доре), так і метод сульфідної флотації для отримання свинцево-цинкового концентрату. Проектна потужність фабрики по руди становила 455 тисяч тон на рік. 
Після закриття рудника фабрика продовжила існувати та була призначена для роботи з рудою розташованої за кілька кілометрів південніше копальні Федерейшен, що почала роботу в 2024 році. Передбачається, що на майданчик Гера надходитиме 340 тисяч тонн руди на рік з середнім вмістом 6,7% цинку, 4% свинцю та 0,2 грама золота на тону (руда з вищим вмістом золота відправляється на збагачувальну фабрику Пік), з якої так само отримуватимуть свинцево-цинковий концентрат (33% цинку та 19% свинцю) і золото.
Концентрат вивозять автотранспортом на розташовану за сотню кілометрів залізничну станцію, що доправляє його до портів.